# 資料類型
在程式設計的型別系統中，数据类型（英語：Data type），又稱資料型態、資料型別，是用來約束数据的解釋。在程式語言中，常見的数据类型包括原始类型（如：整數、浮點數或字元）、多元組、記錄單元、代數資料類型、抽象数据类型、參考型別、以及函式型別。資料類型描述了數值的表示法、解釋和結構，並以演算法操作，或是物件在記憶體中的儲存區，或者其它儲存裝置。

## 機器中的資料類型
所有在電腦中，基於數位電子學的底層資料，都是以位元（0 或 1）表示。其中資料的最小的定址單位，稱為位元組（通常是八位元，以八個位元為一組）。機器碼指令處理的單位，稱作字長（至 2007 年止，一般為 32 或 64 位元）大部分對字長的指令解譯，主要以二進制為主，如一個 32 位元的字長，可以表示從 0 至 {\displaystyle 2^{32}-1} 的無符號整數值，或者表示從 {\displaystyle -2^{31}} 至 {\displaystyle 2^{31}-1} 的有符號整數值。由於有了二的補數，機器語言和機器大多不需要區分無符號和有符號資料類型。存在著特殊的算術指令，對字長中的位元使用不同的解釋，以此作為浮點數。

## 原始資料類型
程式語言提供若干原始数据型別，以作為程式以及專用化複合類型的建立基礎。典型的原始資料類型包含各種整數、浮點數以及字串型別。儘管這些建立基礎：陣列、記錄單元以及參考所聯繫的資料，可能未包括在基本型別，但仍可將其視為若干原始值的聚集。

## 複合型別
這部分可包括以下內容（最終仍取決於程式語言）：
- RECORD

一組變數型別，例子：資料庫表格中的一行
- TABLE

資料庫中的索引欄位
- NESTED TABLE

任意的單一複合型別的一維陣列
- VARRAY

同一型別變數、且固定大小的收集處

## 數值範圍
每一個資料類型都有一個數值上的最大和最小值，稱作數值範圍。了解數值的範圍是很重要的，尤其是當使用較小的型別時，你就只能儲存範圍之內的數值。試圖儲存一個超出其範圍的數值，可能會導致編譯或執行錯誤，或者不正確的計算結果（因為被截斷）。
一個變數的範圍，是基於用以保存數值的位元組數目，而且整數資料類型通常能夠儲存 {\displaystyle 2^{n}} 數值（此處的 {\displaystyle n} 是指位元）。對於其它的資料類型（例如，浮點數），其數值範圍更為複雜，且幾乎取決於所使用的儲存方法。還有一些不用完全部的位元，例如，布林只需一個位元，且表示一個二進制值（雖然在實踐中，通常會用完剩餘的 7 個位元）。某些程式語言也允許反向決定，程式設計者定義解決問題所需的範圍和精度，然後由編譯器自動選擇合適的整數或浮點數。
下表列出常見的資料類型，及其數值範圍：
| 資料類型                     | 大小          | 範圍                                                    |
| 整數型別                     | 整數型別      | 整數型別                                                |
| ---------------------------- | ------------- | ------------------------------------------------------- |
| 布尔型（Boolean）            | 1 bit         | 0 至 1                                                  |
| 字节（Byte）                 | 8 bit         | 0 至 255                                                |
| 字（Word）                   | 2 字节        | 0 至 65535                                              |
| 双字（Double Word）          | 4 字节，32bit | 0 至 4,294,967,295                                      |
| 整数（Integer）              | 4 字节，32bit | –2,147,483,648 至 2,147,483,647                         |
| 长整数（Long Integer）       | 8 字节，64bit | –9,223,372,036,854,775,808 至 9,223,372,036,854,775,807 |
| 浮點數型別                   |               |                                                         |
| 浮点数（Float）              | 4 位元組      | 1E-37 至 1E+37 (6 個小數位數)                           |
| 双精度浮点数（Double Float） | 8 位元組      | 1E-307 至 1E+308 (15 個小數位數)                        |